# Anastasio de Gracia Villarrubia
Anastasio de Gracia Villarrubia (* Mora, 18 de setembre de 1890 - † Mèxic, 14 de març de 1981) fou un sindicalista i polític espanyol.

## Biografia
Traslladat als 21 anys a Madrid, va entrar a treballar com a paleta en la construcció i va iniciar la seva militància en la UGT i en el Partit Socialista Obrer Espanyol (PSOE). En proclamar-se la Segona República Espanyola va obtenir un escó per la circumscripció de Toledo a les eleccions de 1931 sent designat Delegat de Govern en el  Canal de Lozoya.
A les eleccions de 1933 tornaria a obtenir un escó en el Congrés per la circumscripció de Madrid, i en les de 1936 l'assoliria per la de Granada. En el gabinet que, entre el 4 de setembre i el 4 de novembre de 1936, va presidir Francisco Largo Caballero va ocupar la cartera de ministre d'Indústria i Comerç passant en el següent govern que presidiria novament Largo Caballero a ocupar la cartera de ministre de Treball i Previsió fins al 17 de maig de 1937. En el següent gabinet, presidit per Juan Negrín va ser Comissari General d'Armament. Així mateix, va ser President de la UGT entre 1934 i 1938. En acabar la guerra es va exiliar a Mèxic, on va morir als 90 anys.